# Pozo Almonte
Pozo Almonte är en kommun i Chile.   Den ligger i provinsen Provincia del Tamarugal och regionen Región de Tarapacá, i den norra delen av landet, 1 400 km norr om huvudstaden Santiago de Chile.
Trakten runt Pozo Almonte är ofruktbar med lite eller ingen växtlighet. Trakten runt Pozo Almonte är nära nog obefolkad, med mindre än två invånare per kvadratkilometer.